# Македонски ратови
Македонски ратови је назив за четири рата која је Римска република водила против краљева античке Македоније, и то с прекидима у периоду од 215. до 148. п. н. е., који су довели до нестанка независности Македоније и потпуног покоравања Грчке.

## Први македонски рат (215–205. п. н. е.)
Током Другог пунског рата македонски краљ Филип V Македонски започео је Први македонски рат (215–205) у договору са Картагињанима, када се чинило да се римска моћ распада после пораза код Кане. Мада је то приморало Римљане да додатно напну своје ионако већ исцрпљене снаге слањем нове војске у Грчку, било какву ефективну сарадњу између Филипа и Ханибала спречиле су диверзије које је у Грчкој Филипу правила римска дипломатија и римска патролна флотила у Јадранском мору. Филип је 206. п. н. е. пристао на мир са римским савезницима, Етолцима, а 206. п. н. е. је у граду Феники склопио мир и са Римљанима.

## Други македонски рат (200–197. п. н. е.)
Одмах након Другог пунског рата римски сенат је одлучио да изравна рачуне са Филипом, упркос томе што је ратом исцрпљена центуријатска скупштина првобитно одбила да објави рат. У покушају да објасне покретање овог рата, историчари наводе различите разлоге, почев од жеље, изазване филхеленизмом, да се Атињани и други Грци заштите од Филипа, па све до страха од тајног савеза између Филипа и селеукидског краља Антиоха III. Међутим, овим објашњењима противречи чињеница да је касније Рим с грчким градовима окрутно поступао и да се никакав страх не види у све већим захтевима Рима Филипу и у одбијању Рима да током рата озбиљно преговара са Филипом. Други македонски рат (200–197) пре се уклапа у модел спремности Римљана да иду у рат како би све удаљеније суседе приморали да се подвргну надмоћнијој римској снази.
У зиму 200–199. године п. н. е. римске су легије стигле на Балкан под заповедништвом Публија Сулпиција Галбе. Током следеће године није било одлучујућих битака, а Римљани су међу Грцима сакупљали савезнике – не само своје раније савезнике, Етолце, већ и традиционалне Филипове савезнике, Ахајце, који су признали римску војну надмоћност. Конзул за 198. годину п. н. е., Тит Квинкције Фламинин, преузео је команду и потукао Филипа код Киноскефала у Тесалији 197. п. н. е. Услови споразума дозволили су Филипу да остане македонски краљ, али су предвидели плаћање одштете и ограничења у ратовању изван граница властитига краљевства. Фламинин се затим потрудио да придобије наклоност Грка својом чувеном прокламацијом грчке слободе на Истамским играма 196. године. Да би дао кредибилитет тој прокламацији, он је успешно изашао на крај са сенатским противљењем да се римске снаге повуку из целе Грчке, укључујући и стратешки кључне тачке у Акрокоринту, Халкиди и Деметријади.

## Трећи македонски рат (171–168. п. н. е.)
Римљани су од 191. до 188. водили рат са сиријским краљем Антиохом III. У том је рату Филип V подржао Римљане, надајући се да ће му бити враћена тесалска и тракијска територија, али је Рим изневерио та његова очекивања. Римљани су, ипак, вратили Филиповог сина Деметрија, који је 197. годинеп. н. е. као талац био одведен у Рим – награда која је имала трагичне последице. Током свог боравка у Риму Деметрије се спријатељио са неким сенаторима, што је у Македонији изазвало сумњу да би Римљани више волели да на македонском престолу виде Деметрија него његовог старијег брата, Персеја. Филип је 181. године наредио да се Деметрије убије, а затим је 179. године и сам умро, остављајући престо Персеју, последњем македонском краљу.
Персејеве акције изазвале су низ жалби сенату од стране суседних грчких градова већ од 175. п. н. е. Краљеве праве намере нису јасне; можда је Полибије у праву када каже да је он желео да Римљане учини „опрезнијим у давању строгих и неправедних наређења Македонцима“. Сенат је слушао жалбе Персејевих непријатеља, који су тврдили да краљеве акције откривају његову намеру да нападне Рим. Као и његов отац, Персеј је ратовао у настојању да прошири македонску територију у правцу североистока и југа, па је прошао кроз Грчку и стигао чак до Делфа. Тражио је савезе са Ахајским савезом и другим грчким државама, што су неки од непријатељски настројених вођа желели да прихвате. Ушао је у политику династичких бракова са другим хеленистичким краљевима: оженио се кћерком Селеука IV, а своју сестру је удао за битинијског краља Прусијаду II. Мада су се те акције могле видети у светлу понашања које се и очекује од једног хеленистичког краља, пергамски је краљ Еумен сенату изнео мишљење да се Персеј припрема за рат против Рима. Након што је сенат одлучио да се крене у рат, послао је Квинта Марција Филипа да Филипу предложи примирје и пружи лажне наде за преговоре како би конзул за 171. годину п. н. е., Публије Лициније Крас, имао довољно времена да несметано искрца војску на илирску обалу – план који су неки сенатори описали као „нову мудрост“.
Персејев почетни успех против римске војске у Тесалији 171. п. н. е. није променио велику неравнотежу моћи. Римљани су поново одбили краљеву понуду да преговарају. Током следеће три године римски су заповедници више времена посвећивали пљачки него покушајима да поразе Персеја. Познат је догађај када је претор Луције Хортензије усидрио своје бродове код града Абдере, римског савезника, и захтевао залихе; када су Абдерани тражили да се саветују са сенатом, Хортензије је порушио град, најугледније грађане поубијао, а остале продао у робље. Када су жалбе стигле до сената, било је само слабих захтева да римски заповедници надокнаде штету. Године 168. п. н. е. искусни Луције Емилије Паул био је поново изабран за конзула и послат да успостави дисциплину. Он је брзо довео трећи македонски рат до краја, тако што је победио Персеја у бици код Пидне јуна 168. п. н. е. Персеј је био лишен власти, а Македонија подељена на четири области које нису смеле да одржавају међусобне односе и које су морале да Риму плаћати порез у висини пола пореза који су раније плаћали краљу.
Рим је 167. п. н. е. кренуо у кажњавање оних који су се сврстали уз Персеја (као што је илирски владар Генције), оне чија је лојалност била несигурна (као Еумен), па чак и оне који су размишљали да посредују у рату (као Родос). Паул је, следећи инструкције сената, претворио у робове 150.000 становника епирских градова. У Ахаји је 1.000 најугледнијих грађана за које се сумњало да гаје симпатије према Македонији одведено у Рим као таоци. (Међу њима је био и Полибије, који се спријатељио са породицом Сципиона и написао своје велико историјско дело о успону Рима уз привилегију приступа гледиштима сенаторске аристократије.) Еумен није био пуштен да се обрати сенату током своје посете Италији; то што је изгубио наклоност Римљана изазвало је његове непријатеље да се почну отимати око пергамских територија, а 164. године једно је римско изасланство у Малој Азији јавно позвало да му се поднесу жалбе против краља. Родос је до тог времена цветао као водећи трговачки центар источног Медитерана, користећи своја велика средства за сузбијање пиратства; сада је Рим поткопао његову економију и моћ тако што је острво Делос прогласио слободном луком и тако Родос лишио прихода од лучких намета. Неке малоазијске територије, додељене Родосу 189. године, биле су му сада одузете. Али много оштрији предлог сенату – да се Родос прогласи за непријатеља и уништи – наишао је на противљење старијих сенатора као што је Катон Цензор и био одбијен. Као резултат слабљења Родоса дошло је до ширења пиратства у источном Медитерану (младог Јулија Цезара заробили су гусари). Током следећег века римски сенатори нису имали политичке воље да потисну пиратство, можда делом и зато што је оно ишло у прилог њиховим интересима: гусари су обезбеђивали на десетине хиљада робова за њихова италска газдинства, а истовремено су отежавали превоз жита, што је у Риму повећавало цене тог производа.

## Четврти македонски рат (149–148. п. н. е.)
Вакуум власти који су Римљани створили на источном Медитерану на крају се није показао корисним за стабилност. Један авантуриста, Андриск, који је тврдио да потиче од македонских краљева, ушао је без озбиљног отпора у македонске области. Успео је да прикупи војску и победи прве римске снаге послате против њега 149. године под командом претора Публија Јувенција Талне (који је погинуо). Друга римска војска под Квинтом Цецилијем Метелом поразила је Андриска 148. п. н. е. Римљани су 147. п. н. е. послали једно изасланство да интервенише у пословима грчких држава. То је изасланство изазвало насилан одговор. Најзад је Рим 146. п. н. е. објавио рат грчким полисима, који су брзо и успешно окончали Метел (сада с надимком Македоникус) и конзул Луције Мумије Архаик. Сенат је наредио Мумију да Грцима очита лекцију: славни град Коринт је био уништен, његово благо пренето у Рим, а његове грађевине порушене до темеља. 
Природа римске доминације на истоку почиње се након ових ратова одлучно мењати: уместо утицаја преко изасланстава, посредовања у споровима и повремених војних упада наступила је наступа директна управа. Македонија је анектирана као провинција, којом влада римски проконзул, који је такође надгледао грчке градове на југу, где су савези били распуштени. Даље на истоку, Пергамско је краљевство било прикључено као провинција Азија 133. године, као завештање Атала III римском народу.